# میناء زاید

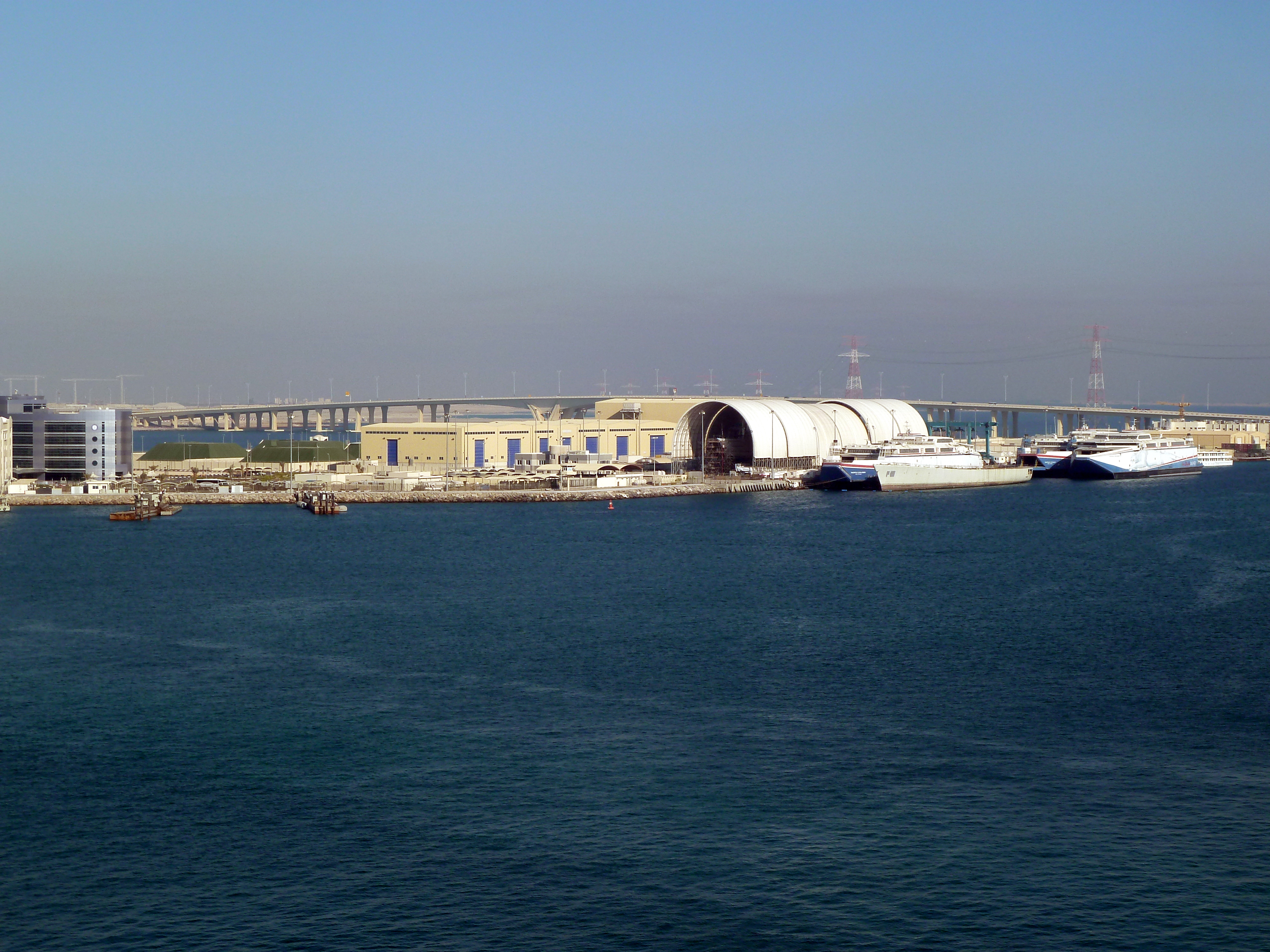
مینا زاید

میناء زاید (به عربی: میناء زاید) یک منطقهٔ مسکونی در امارات متحده عربی است که در ابوظبی واقع شده‌است.